# Heinz Hoyer
Heinz Hoyer (n. la 18 iunie 1949 în Elxleben, RDG, azi în Germania) este un desenator german de monede.
Împreună cu soția sa Sneschana Russewa-Hoyer, face parte dintre desenatorii germani de monede încoronați de succes. Între 1983 și 1990, Heinz Hoyer a desenat pentru Republica Democrată Germană treisprezece monede commemorative, dintre care douăsprezece împreună cu soția sa.
Astăzi, ei continuă să deseneze monede pentru Republica Federală Germania.
Împreună, ei au realizat motivul acvilei pe fețele naționale germane ale monedelor de 1 și 2 euro.
Heinz Hoyer a realizat și motivul Holstentor din Lübeck pe monedele commemorative de doi euro germane, din 2006.
Heinz Hoyer a desenat și monede germane de colecție :
- în 2004, piesa de zece euro emisă în onoarea școlii Bauhaus din Dessau-Roßlau (școală superioară de design fondată în 1919) ;
- în 2005, motivul piesei din aur de 100 de euro din seria Cupei Mondiale la Fotbal, organizată de FIFA  (2006), în Germania;
- în 2005, piesa de zece euro emisă în onoarea lui Albert Einstein : 100 ani de relativitate - E=MC²
- în 2005, piesa de zece euro consacrată împlinirii a 1200 de ani de la atestarea orașului  Magdeburg;
- în 2005, aversul piesei de 100 de euro din aur, din seria Cupei Mondiale de Fotbal, organizată de FIFA, în Germania (2006) ;
- precum și numeroase monede comemorative germane de argint.